# کولایریس
کولایریس (انگلیسی: Cooliris) شرکت نرم‌افزار آمریکایی است، که در سال ۲۰۰۶ تأسیس شد.